# Giochi floreali
I giochi floreali erano delle competizioni poetiche correlate storicamente alla premiazione florale. In occitano, la loro lingua originaria, e in catalano sono noti come jocs florals (occitano moderno: jòcs florals o jòcs floraus). In francese essi diventano jeux floraux . Originariamente gli agoni poetici possono essere stati ispirati dai Ludi Floreales romani (Floralia) tenutisi in onore di Flora.

## Tolosa

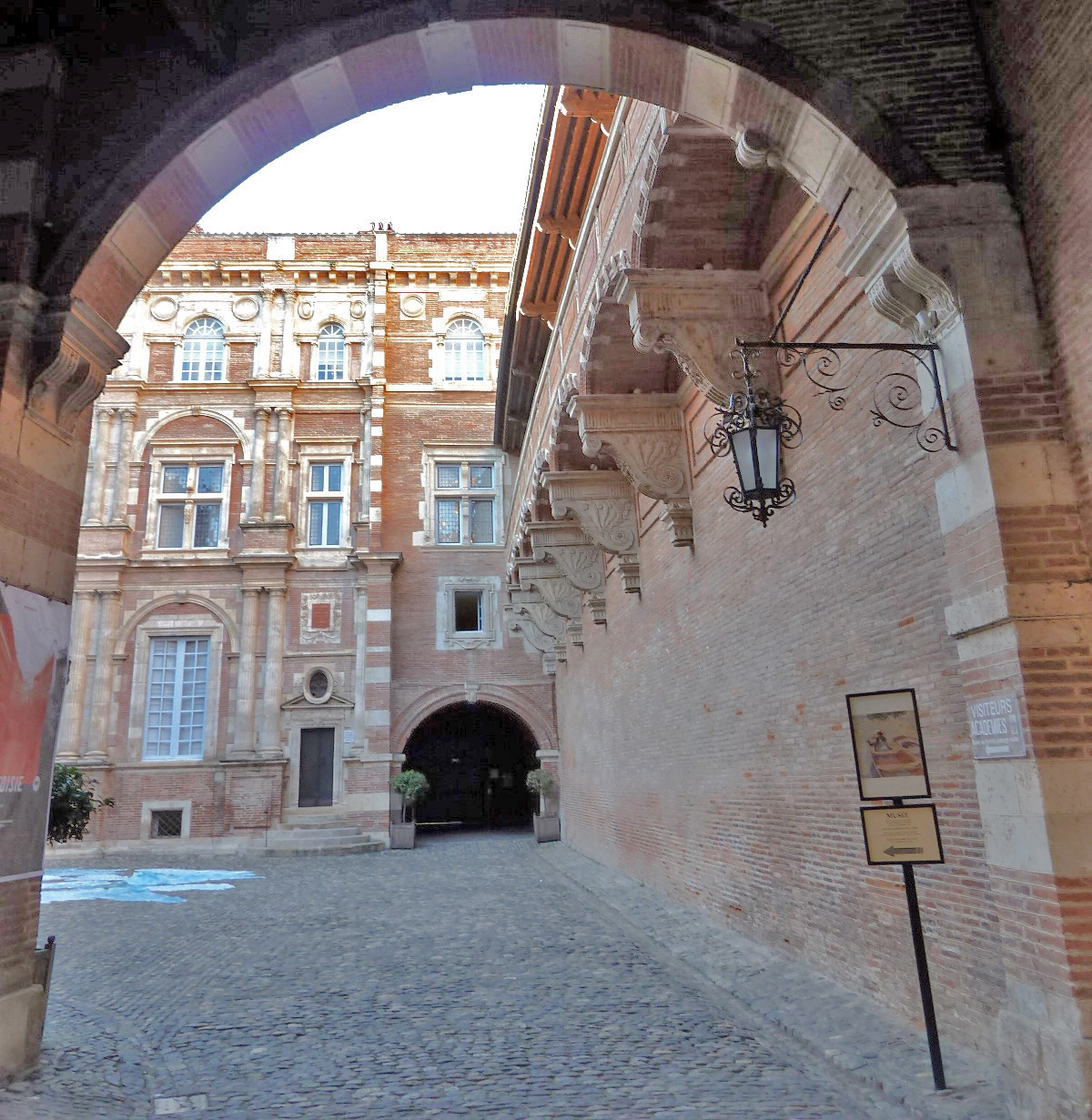
L'Hôtel d'Assézat (XVI secolo) è la sede dei Giochi Floreali di Tolosa.

I giochi floreali originari dei trovatori si tenevano annualmente al Consistori del Gay Saber, a Tolosa, a cominciare dal 1324, tradizionalmente il 1º maggio. Un concorrente, la cui poesia venga giudicata come la migliore, riceve la violeta d'aur, violetta d'oro. Il secondo premio era una rosa selvaggia in argento (englantina), e gli altri premi, per particolari forme poetiche, erano allo stesso modo omaggi floreali. Il primo premio viene consegnato il 3 maggio ad Arnaut Vidal de Castelnou d'Ari per un sirventes in onore della Vergine Maria. Le competizioni si terranno in modo intermittente fino al 1484, quando l'ultimo premio verrà consegnato ad Arnaut Bernart de Tarascon. Di questo periodo di 160 anni rimane la registrazione di circa un centinaio di premi. Questi agoni erano giudicati in base alla Leys d'amor, un trattato grammaticale e letterario sulla poesia occitana.
Inizialmente i giochi floreali veniva pensati per tenere vivo la lingua poetica e lo stile dei trovatori occitani, ma nel tempo questa agenda si è persa. Nel 1471 la violetta d'oro venne consegnata a Peire de Janilhac
Nel 1554 il Constistori, adesso Collège, consegna una rosa englanteria d'argento a nessun altro se non a Pierre de Ronsard, il più grande poeta francese della sua generazione, per i suoi Amours. Durante l'Illuminismo, Fabre d'Églantine riceve il suo nome dalla rosa canina che il Collège gli concede come premio. Il Consistori, come l'Académie des Jeux floraux, continua la sua opera.

## Lleida
Alla Pentecoste, il 31 maggio 1338, un agone poetico viene tenuto a Lleida davanti a Pietro IV d'Aragona, i cui premi vengono consegnati a coloro le cui poesie verranno giudicate le migliori. Un gruppo di giudici veniva designato alla presenza del re. I poeti vincitori ricevevano una rosa d'or (rosa d'oro) e un pezzo di costoso raso d'oro chiamato diasprell. Questo agone fu il primo tentativo catalano di emulare i giochi tolosani e può essere stato un modello di eventi isolati, sebbene nessun'altra documentazione ci sia pervenuta.

## Barcellona

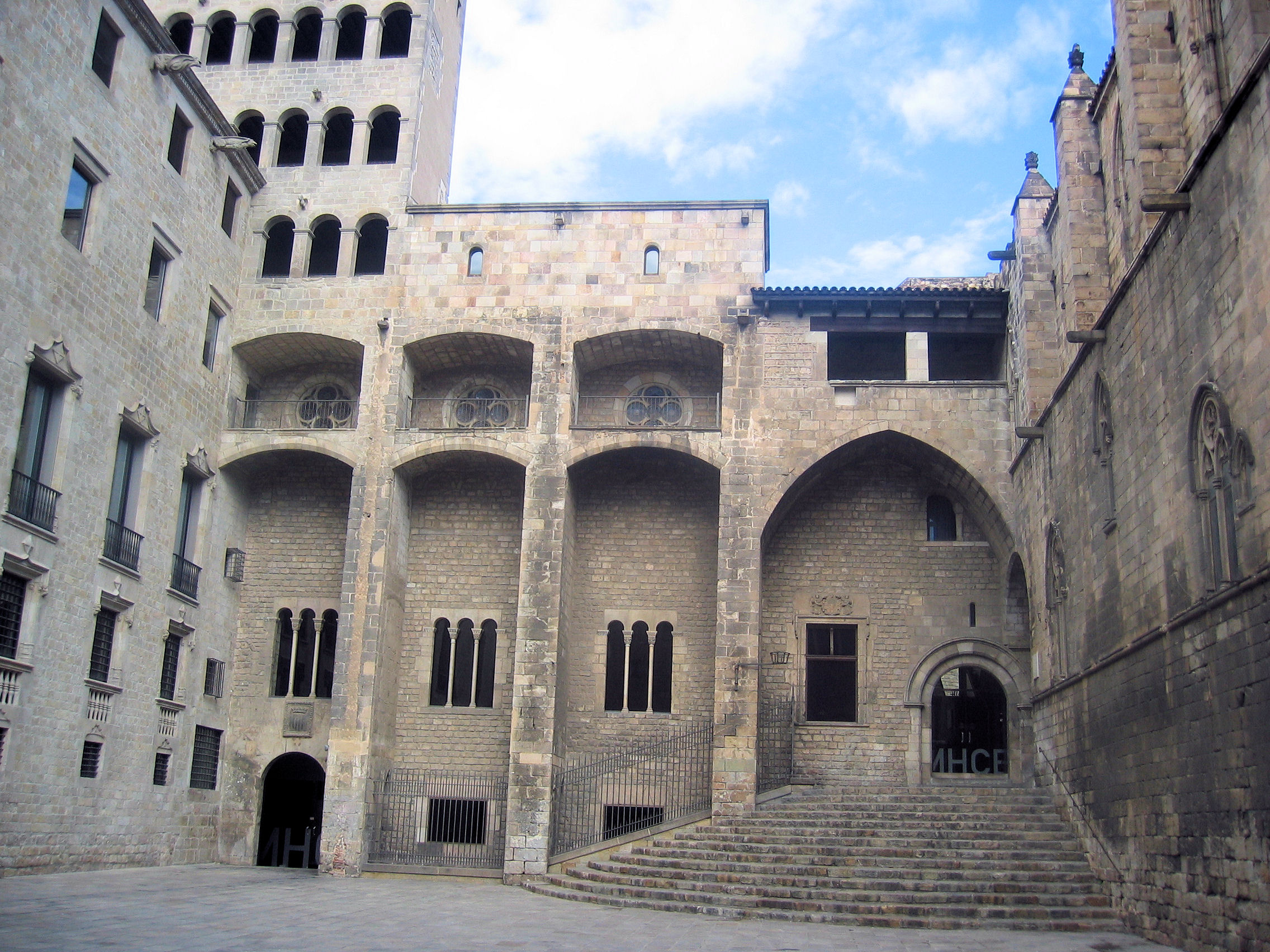
Il luogo dei giochi catalani medievali, la Plaça del Rei

### Epoca medievale
A Valenza il 20 febbraio 1393, Giovanni I d'Aragona istituisce una festività annuale (la festa de la Gaya Sciència) da celebrare in onore della Vergine Maria il giorno dell'Annunciazione (15 maggio) o la successiva domenica a Barcellona. La festività comprendeva una competizione poetica in volgare, modellata in base a quelle che si tenevano a Tolosa, Parigi altre illustri città, e i componimenti poetici presentati sarebbero stati valutati da un organo giudicante di literati.
Il primo agone documentato indetto dal Consistori de Barcelona di Giovanni ebbe luogo probabilmente il 28 marzo 1395 alla presenza del re. Questa festività veniva chiamata bella festa... an honor de la dita gaya ciència, i cui premi erano forniti dal governo municipale di Barcellona. Non vi sono attestazioni dei nomi dei vincitori, dei premi o dei componimenti poetici. Con la morte di Giovanni due mesi più tardi e il suo conflitto con la città, i giochi floreali e la loro fonte di premi in denaro terminarono.
Il 1º maggio 1398, il successore di Giovanni, Martino l'Umanista, accetta di sovvenzionare la festività annuale coprendo i costi dei premi in oro e argento per i vincitori, scelti dai mantenidors (manutentori) nominati dal re. Con il regno di Martino, una grande festa viene allestita nel 1408 sotto le mura di Barcellona dove si trovano il Mirador del rei Martí — una recente aggiunta al complesso del palazzo reale — e il Palau del Lloctinent. Il 17 marzo 1413 Ferdinando di Antequera, succeduto a Martino, confermava che i giochi floreali avessero luogo il 1º maggio.

### Epoca moderna
All'apogeo del romanticismo, nel 1859, durante la Renaixença catalana, Antoni de Bofarull e Víctor Balaguer ripristinarono i giochi floreali (jocs florals o Jocs de la Gaia Ciència) a Barcellona la prima domenica di maggio aventi per tema Patria, Fides, Amor (Patria, Fedeltà, Amore), a cui corrispondono i primi tre premi: l'Englantina d'or (l'eglantina d'oro) data per il più grande componimento poetico patriottico, il Flor Natural (fiore naturale, il premio d'onore, una vera rosa) per la più grande poesia d'amore e la Viola d'or i argent (violetta d'oro e argento) per il più grande componimento poetico religioso. C'erano anche altri premi minori. A chi vinceva tutti e tre i grandi premi veniva dato il titolo onorifico Mestre en Gai Saber (Maestro en Gayo Saber, "Maestro della Gaia Scienza").
Le classi politiche e intellettuali incoraggiarono prontamente i Jocs Florals, dando il loro sostegno e conferendo un rinnovato prestigio alla poesia catalana. Presto apparvero posizioni molto diverse rispetto ai modelli utilizzati per la creazione di una nuova letteratura catalana. Marià Aguiló difendeva come modelli meritevoli tutte le varie forme e tutti gli autori. Antoni de Bofarull difendeva gli autori barcellonesi del XVI e XVII secolo come i primi modelli di poesia catalana. Infine, c'era la "terza via" che cercava una poesia unica barcellonese del XIX secolo, ma ebbe pochi difensori tra i sostenitori dei Jocs Florals. Alla fine i Jocs attrassero persone di un'ampia varietà di ideologie: repubblicani, conservatori, la gioventù. Frederic Soler e i suoi seguaci parteciperanno in una gran quantità di competizioni. Dopo secoli di declino, i Jocs Florals hanno fatto un lungo percorso per riaffermare la lingua catalana rispetto al castigliano.

### Mestres en Gai Saber
| - 1861 — Víctor Balaguer - 1862 — Jeroni Rosselló Ribera - 1863 — Joaquim Rubió i Ors - 1866 — Marià Aguiló i Fuster - 1867 — Josep Lluís Pons i Gallarza - 1868 — Adolf Blanch i Cortada - 1869 — Francesc-Pelai Briz i Fernàndez - 1871 — Jaume Collell i Bancells - 1873 — Tomàs Forteza i Cortès - 1874 — Francesc d'Assís Ubach i Vinyeta - 1875 — Frederic Soler - 1877 — Àngel Guimerà - 1878 — Damas Calvet de Budallés - 1880 — Jacint Verdaguer i Santaló - 1883 — Josep Franquesa i Gomis | - 1885 — Ramon Picó i Campamar - 1887 — Terenci Moix i Codina - 1890 — Joaquim Riera i Bertran - 1892 — Josep Marti i Folguera - 1896 — Anicet de Pagès i de Puig - 1897 — Frederic Rahola - 1898 — Francesc Badenes Dalmau - 1900 — Guillem August Tell i Lafont - 1902 — Miguel Costa y Llobera - 1903 — Joan Maragall i Gorina - 1908 — Apel·les Mestres - 1909 — Joan Alcover i Maspons - 1910 — Llorenç Riber i Campins - 1914 — Manuel Folch i Torres - 1926 — Ramon Garriga i Boixader | - 1931 — Josep Maria de Sagarra - 1936 — Felip Graugés i Camprodon - 1941 — Domènec Perramon - 1949 — Mercè Rodoreda i Gurguí - 1953 — Agustí Bartra - 1958 — Joaquim Boixés - 1959 — Albert Manent - 1961 — Ventura Gassol - 1961 — Narcís Lunes i Boloix - 1963 — Carles Pi i Sunyer - 1967 — Manuel de Pedrolo - 1971 — Ambrosi Carrion - 1971 — Albert Junyent - 1973 — Ramon Muntanyola i Llorach - 1978 — Olga Xirinacs Díaz |

## Valencia

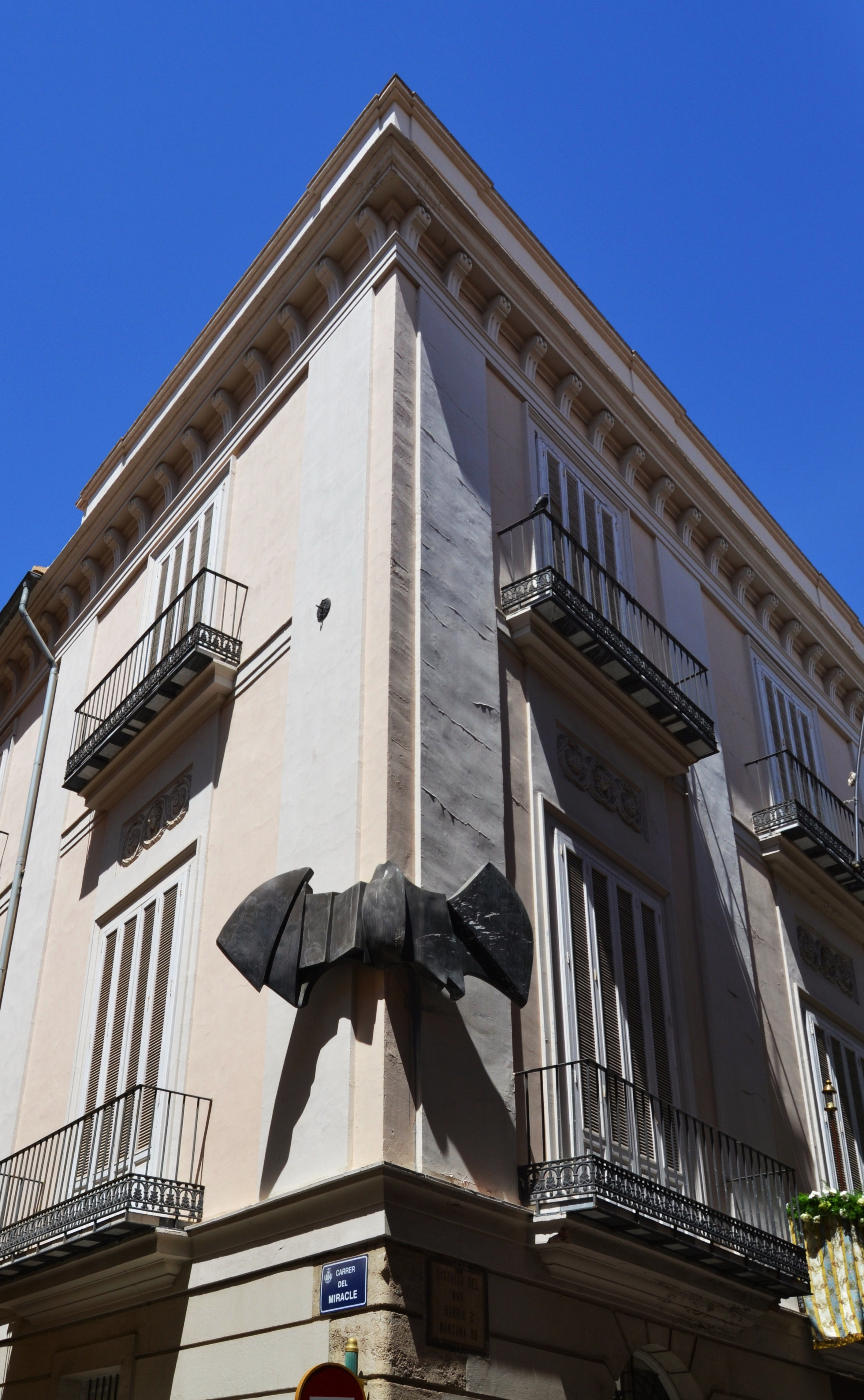
La sede di Lo Rat Penat, che organizza annualmente i giochi valenzani

Nel 1879 i Jocs Florals vennero istituiti a Valencia ad imitazione di quelli iniziati due decenni prima a Barcellona. I giochi erano tradizionalmente patrocinati da Lo Rat Penat nel valenciano (nella variante della lingua catalana parlata a Valenza). Vengono consegnati annualmente un totale di diciassette premi; i primi tre premi sono identici a quelli dei giochi barcellonesi. In cima agli agoni usuali che comprendono teatro, narrativa e poesia, vi sono competizioni straordinarie tenute dalle istituzioni in tutto il territorio valenciano.
I Jocs di Valencia testimoniavano trentacinque Mestres en Gai Saber e due vincitori femminili della Flor Natural (primo premio, un rosa vera). Personaggi come Blasco Ibañez e Niceto Alcalá-Zamora hanno agito come manutentori, vale a dire presidenti e giudici dei Jocs, e nel 1914 e 1999 i manutentori erano donne. La Regina che sedeva nella Cadira d'Or (sedia d'oro) viene eletta alternativamente da tre province valenciane (Alicante, Castellón e Valencia) e dalle comarche. Oggi i Jocs hanno luogo nel Teatro Principal alla presenza dei più alti dignitari della Comunità Valenciana.

## Esperanto
I giochi barcellonesi ispirarono un'imitazione, gli Internaciaj Floraj Ludoj (Juegos Florales Internacionales o Jocs Florals Internacionals) in Esperanto nel 1909. Questi giochi furono gli eventi esperantisti più prestigiosi durante il periodo che precedette la seconda guerra mondiale. Tuttavia, pur con interruzioni, vennero disputati fino al 1993.

## Cile
Un agone letterario nazionale chiamato Juegos Florales ebbe luogo a Santiago del Cile nel 1914. Il 22 dicembre Gabriela Mistral, che prese il suo pseudonimo da Gabriele D'Annunzio e dal poeta occitano Frédéric Mistral, vinse il primo premio per i suoi Sonetos de la Muerte. Dopo aver vinto i Juegos di rado usava il nome di Lucila Godoy per le sue pubblicazioni.